# Концентрат протромбінового комплексу
Концентрат протромбінового комплексу (англ. Prothrombin complex concentrate, PCC), також відомий як комплекс фактора IX — препарат, що складається з факторів згортання крові II, VII, IX та X. Застосовується для лікування та профілактики кровотеч при гемофілії В, якщо чистий фактор IX відсутній. Він також може застосовуватися у тих, у кого недостатньо цих факторів через інші причини, такі як терапія варфарином.
Застосовується шляхом повільної ін'єкції у вену.
Концентрат протромбінового комплексу набув медичного застосування в 1960-х роках. Він входить до списку основних лікарських засобів Всесвітньої організації охорони здоров'я, найбезпечніших та найефективніших ліків, необхідних у системі охорони здоров'я. Він виготовляється з людської плазми. Також доступна версія, виготовлена рекомбінантними методами, яка містить лише фактор IX. У США доза PCC коштує близько 900 $. Ряд різних формулювань доступний у всьому світі.

## Історія
США харчових продуктів і медикаментів (FDA) оголосило про затвердження у 2013 році. FDA затвердила статус препарату Kcentra у грудні 2012 року.

## Медичне використання
Концентрат протромбінового комплексу зменшує ефекти варфарину та інших антикоагулянтів антагоністів вітаміну К і застосовується у випадках значних кровотеч у людей з коагулопатією . Він також застосовується, коли така людина повинна пройти екстрене лікування. Інші способи застосування включають дефіцит одного з включених факторів згортання крові, вродженого або через захворювання печінки, та гемофілію. Декілька рекомендацій, включаючи рекомендації Американського коледжу торакальних лікарів, рекомендують концентрат протромбінового комплексу для відміни дії варфарину людям із серйозною кровотечею.
Для швидкого скасування антикоагуляції для хірургічного втручання чотирифакторний концентрат протромбінового комплексу зменшує міжнародне нормоване співвідношення (INR), зменшує кровотечу під час операції, здається, краще, ніж свіжозаморожена плазма. Не було виявлено відмінностей у тромбоемболічній події.

## Протипоказання

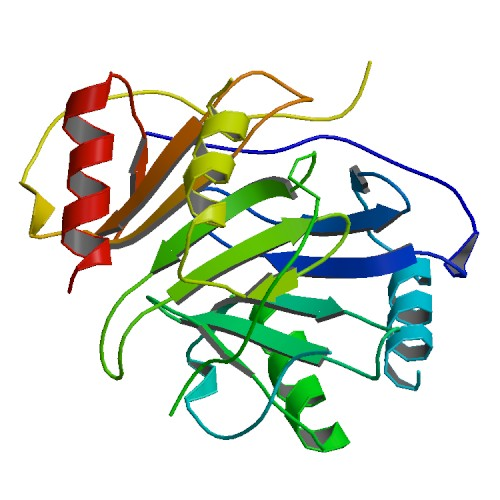
Тромбоцитарний фактор 4 може спричинити індуковану гепарином тромбоцитопенію.

В упаковці вказано, що концентрат протромбінового комплексу протипоказаний пацієнтам з дисемінованою внутрішньосудинною коагуляцією, що має патологічну активацію коагуляції, оскільки надання факторів згортання крові лише сприятиме цьому процесу. Однак якщо PCC дають через низький рівень фактора, це може відновити нормальну коагуляцію. Оскільки продукти PCC містять гепарин, вони протипоказані пацієнтам з індукованою гепарином тромбоцитопенією.

## Побічна дія
Поширені побічні ефекти включають алергічні реакції, головний біль, блювоту та сонливість. Інші серйозні побічні ефекти включають утворення тромбів, які можуть призвести до інфаркту, інсульту, емболії легеневої артерії або тромбозу глибоких вен. Антитіла можуть утворюватися після тривалого використання, так що майбутні дози будуть менш ефективними.

## Хімія
Концентрат протромбінового комплексу містить ряд факторів згортання крові. Зазвичай це включає фактори II, VII, IX та X. Деякі версії також містять білок С і білок S. Гепарин може бути доданий для зупинки ранньої активації факторів.